# Carvalhal (Abrantes)
Carvalhal és una freguesia portuguesa del concelho d'Abrantes, al districte de Santarém, amb 17,54 km² d'àrea i 722 habitants (2011).
Localitzada en l'extrem nord del concelho, la freguesia de Carvalhal limita amb els concelhos de Vila de Rei al nord, i de Sardoal a l'est, amb la ciutat d'Abrantes al sud, i amb les freguesias de Souto i Fontes, a l'oest.
El seu territori inclou les localitats de Carvalhal, Carril, Matagosa, Matagosinha, S.Domingos, Sobral Basto i Vale Tábuas.

## Economia
Situada al costat d'una zona densament arbrada, la població de Carvalhal va estar tradicionalment constituïda per madeireiros. L'agricultura de subsistència es practicà molt en aquesta zona fins que va ser abandonada a la dècada dels 80. Aquesta zona ha estat molt afectada pels incendis forestals.

## Gastronomia

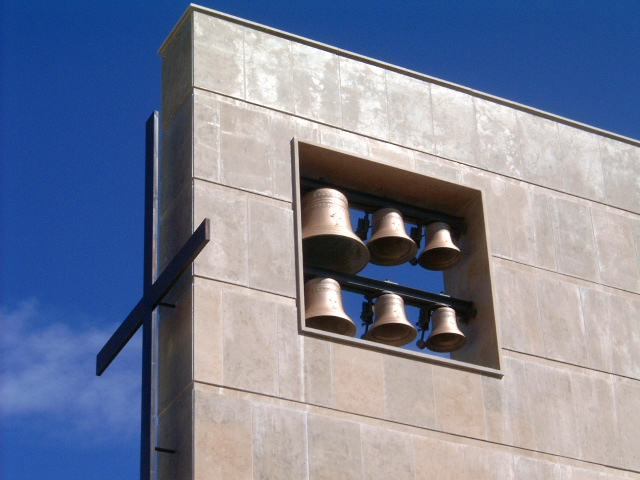
Detall de l'Església: campanar.

La gastronomia de la freguesia rep influències de la de les Beiras (per exemple en les migas de pa de blat de moro, mongetes i col, aquí designada vulgarment com couve-ratinha) i de la de l'Alentejo (en els embotits i en les açordas (sopes de pa), designades per la població més antiga com "sopes-alvas"). Algunes famílies encara crien porcs, la matança és avui una ocasió de reunió en família on es consumeixen productes porcins com els petiscos, les mioleiras i les iscas. És també tradicional a l'estiu una sopa freda que consisteix en aigua, vinagre, sal i cogombre picat a la qual es dona el nom de "picada". Durant les festes de la freguesia, al voltant de la festivitat de l'Assumpció, cada casa acostuma a fer els anomenats bolos lêvedos o broas.

## Patrimoni

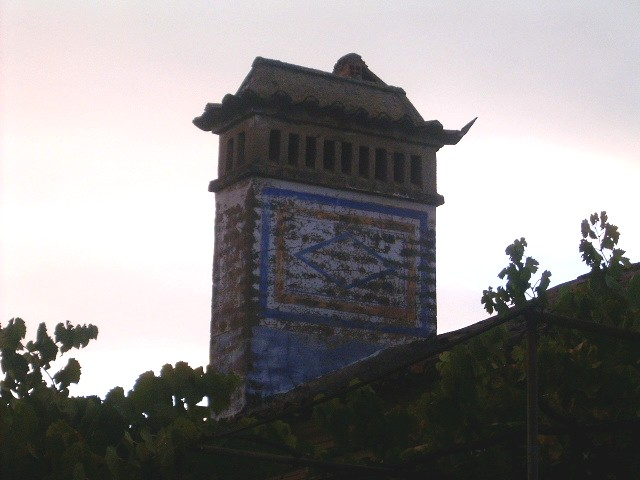
Chaminé típica.

La freguesia compta amb un patrimoni immoble reduït. L'església nova, en funcions, va vindre a substituir una capella de poc interès artístic. En l'arquitectura popular són destacables les xemeneies típiques, en forma de paral·lelepípede llarg.